# Axiologina aitkeni
Axiologina aitkeni är en tvåvingeart som beskrevs av Steyskal 1973. Axiologina aitkeni ingår i släktet Axiologina och familjen fläckflugor. Inga underarter finns listade.